# Мотыклейский залив
Мотыкле́йский залив — залив Охотского моря, западная часть Тауйской губы. Находится в юрисдикции Ольского района Магаданской области.

## География
Мотыклейский залив вдаётся вглубь материка на 35 км. С севера ограничен полуостровом Онацевича, с юга — полуостровом Хмитевского, расстояние между ними 18 км. На побережье залива расположены труднопроходимые болота. В залив впадает река Мотыклейка. Северное побережье залива гористое, с кекурами, валунными пляжами. Южная часть менее холмиста, берег понижается до невысоких увалов, выходящих к морю пляжами и косами.

## Глубина
Во внешней — восточной части залива средние глубины в пределах 5-15 м. Тут действует слабое стационарное течение, обращённое на юго-запад и перекрываемое сильным движением приливно-отливных волн. В северной и западной части залив мельчает до 1-2 м, и при амплитуде приливно-отливных волн от 4,2 — 5,0 м здесь появляются обширные илисто-песчаные осушки. В вершине залива их площадь доходит до 25 км², на западном берегу — до 15 км². При этом небольшая бухта Токарева (северный берег полуострова Хмитевского) во время отлива практически полностью обсыхает.

## Климат
Климат в районе залива морской, умеренно холодный. Среднегодовая температура воздуха −5,3 °C, годовое количество осадков 553 мм. Снежный покров устанавливается в начале октября, зима холодная и ветреная, продолжительностью до семи месяцев. На реках и ручьях нарастают мощные наледи.
Припайный лёд в заливе образуется в ноябре, к весне его толщина доходит до 100—120 см. Во внешней части залива лёд постоянно взламывается ветрами и уносится в море. Весна наступает в середине мая, в начале июня из залива выносит последние льдины. Летом часты штормы, в послеполуденные часы дуют сильные юго-западные бризы.

## Орнитафауна
На берегах залива гнездится белоплечий орлан. Здесь во множестве обитают тихоокеанские чайки, длинноклювый пыжик, морские утки и кулики.

## Хозяйственное использование
Ведётся промысел наваги, а также сетный лов нерестовых стад горбуши и кижуча. В 1950—1970-е гг. в Мотыклейском заливе добывалась ларга.
Вдоль западного берега залива проходит ныне не используемая трасса телефонной линии Магадан — Хабаровск.